# اورمیستون
اورمیستون (به انگلیسی: Ormiston) یک روستا در بریتانیا است که در لوتیان شرقی واقع شده‌است.